# منتج طاقة مستقل
مُنتِج الطاقة المستقل (بالإنجليزية: independent power producer)‏ هو كيان وليس مرفقًا عامًا ولكنه يتميّز بامتلاك مرافق لتوليد الطاقة الكهربائية للبيع للمرافق والمستخدمين النهائيين.
قد تكون مولدات الطاقة الكهربائية منشآت مملوكة للقطاع الخاص وشركات، ومنظمات، مثل منتجي الطاقة الشمسية أو طاقة الرياح في المناطق الريفية، والمخاوف الصناعية غير المتعلقة بالطاقة القادرة على تغذية الطاقة الزائدة في النظام. ومُنتِج المياه والطاقة المستقل مشابه لمنتج الطاقة المستقل، ولكنه يتضمن عملية موحدة لإنتاج المياه المعالجة والقابلة للاستخدام أيضًا.

## الوضع الاقتصادي
بالنسبة لمعظم لمنتجي الطاقة المستقلين،لا سيما في صناعة الطاقة المتجددة، توفر تعريفة التغذية الكهربائية أو اتفاقية شراء الطاقة ضمانًا طويل الأجل للسعر.
تمكنت شركات الإنتاج المستقلة للطاقة من دفع عملية انتقال قطاع الكهرباء إلى الطاقة المتجددة على مستوى العالم، حيث تمتلك الغالبية العظمى من القدرة الإنتاجية للطاقة المتجددة العاملة حاليًا.

### ألمانيا
كانت نماذج الأعمال لمنتجي الطاقة المستقلين نادرة في ألمانيا لعقود من الزمن، ولكنها أصبحت أكثر شيوعًا منذ تطبيق قانون "أي أي جي" للطاقة المتجددة. ويعتمد نجاح هذا النهج على العثور على شريك لتوزيع الطاقة المولدة على العملاء.

### كندا
في عام 2002، قررت حكومة كولومبيا البريطانية تطوير توليد الطاقة النظيفة المتجددة الجديدة في المقاطعة من "منتجي الطاقة المستقلين" وليس من قبل شركة بي سي هيدرو [الإنجليزية] باستثناء المنشآت الكبيرة لتوليد الطاقة الهيدروكهربائية. ويعد دور القطاع الخاص في تطوير الموارد العامة في كولومبيا البريطانية أحد القضايا الأكثر جدلاً التي يتعامل معها السكان حاليًا.

### تايوان
تحرّر سوق الكهرباء في تايوان في يناير 1995، وتعمل حاليًا تسع شركات للمنتجين المستقلين للطاقة في البلاد.

### الولايات المتحدة
كانت محطات الإنتاج غير المرتبطة بالخدمات العامة نادرة قبل صدور قانون سياسات الخدمة العامة للمرافقة العامة [الإنجليزية] في الولايات المتحدة عام 1978. وكان من الصعب على القليل من محطات الإنتاج الموجودة توزيع الكهرباء، حيث كانت تكلفة بناء بنية النقل المطلوبة باهظة الثمن. كانت شركات الخدمات العامة هي التي تولد الكهرباء وتمتلك المحطات الكهربائية وخطوط النقل وأنظمة التوزيع المحلية. ومع ذلك، أنشأ قانون سياسات الخدمة العامة للمرافقة العامة فئة من المنتجين غير الخاضعين للخدمة العامة، والمسموح لهم بتوليد الكهرباء للإعادة البيع ويطلق عليهم اسم المرافق المؤهلة.
كان الهدف من قانون سياسات الخدمة العامة للمرافقة العامة هو الحد من الاعتماد الداخلي على الطاقة الأجنبية، وتشجيع الحفاظ على الطاقة وتقليل قدرة شركات الكهرباء على استغلال شراء الطاقة من المرافق المؤهلة. ويُعرّف المرفق المؤهل على أنه محطة توليد تنتج الكهرباء ونوعًا آخر من الطاقة الحرارية المفيدة من خلال الاستخدام المتتالي للطاقة، وتستوفي معايير الملكية والتشغيل والكفاءة المحددة من قبل هيئة تنظيم الطاقة الاتحادية.
يتطلب القسم 210 من قانون سياسات الخدمة العامة للمرافقة العامة الآن المرافق لشراء الطاقة من المنتجين غير الخاضعين للخدمة العامة بتكلفة غير مطلوبة. يسمح هذا للمنتجين المؤهلين الحصول على سعر معقول إلى ممتاز للطاقة التي ينتجونها ويضمن عدم إهدار الطاقة التي يولدها صغار المنتجين.

### باكستان
في عام 1994، أعلنت حكومة باكستان سياسة تشجيعية للمستثمرين لتطوير شركات الطاقة المتجددة المستقلة المعتمدة على النفط والفحم والغاز. وعلى إثر هذه السياسة، تأسست 16 شركة للطاقة المتجددة المستقلة. وفي العام التالي، أعلن عن سياسة لتوليد الطاقة الهيدروكهربائية، مما أدى إلى تطوير أول شركة للطاقة الهيدروكهربائية في البلاد.
في عام 2002، اعتمدت الحكومة الجديدة سياسة جديدة، بموجبها بدأت 12 شركة للطاقة المتجددة المستقلة العمل. ولتطوير مشاريع المنتجين المستقلين للطاقة، تعمل الهيئة الخاصة للطاقة والبنية التحتية كجهة واحدة لتسهيل جميع الإجراءات اللازمة نيابةً عن جميع الإدارات والوزارات في حكومة باكستان، ومتابعة تطوير مثل هذه المشاريع، وتسهيل توفير كل الدعم اللازم نيابةً عن حكومة باكستان.
في عام 2015، اعتمدت باكستان سياسة جديدة للطاقة بموجبها تأسست 13 شركة للطاقة المتجددة المستقلة، بالأغلب من قبل شركات صينية. كما أعلن عن سياسة لتطوير خطوط النقل في القطاع الخاص. وحتى عام 2018، كان هناك أكثر من 40 شركة للطاقة المتجددة المستقلة تعمل في باكستان.

### الهند
تمتلك الهند أيضًا العديد من شركات الطاقة المتجددة المستقلة مثل رينيو باور [الإنجليزية]، و"أداني"، و"هيرو"، و"ميتراه"، و"أوسترو"، و"جرينكو"، و"ألفنار"، و"جاكسون ليمتد" وغيرها.

### جنوب أفريقيا
برنامج مشتريات منتجي الطاقة المستقلين للطاقة المتجددة، هو مبادرة من حكومة جنوب إفريقيا تهدف إلى زيادة توليد الكهرباء من خلال استثمار القطاع الخاص في الطاقة الشمسية الكهروضوئية والطاقة الشمسية المركزة، وطاقة الرياح البرية، والطاقة المائية الصغيرة (<40 ميجاوات)، وغاز المكب، والكتلة الحيوية والغاز الحيوي. واعتبارًا من عام 2021، كان هناك 117 تخصيصًا بإجمالي 8891.86 ميجاوات لتوليد القطاع الخاص.